# Karbid wolframu

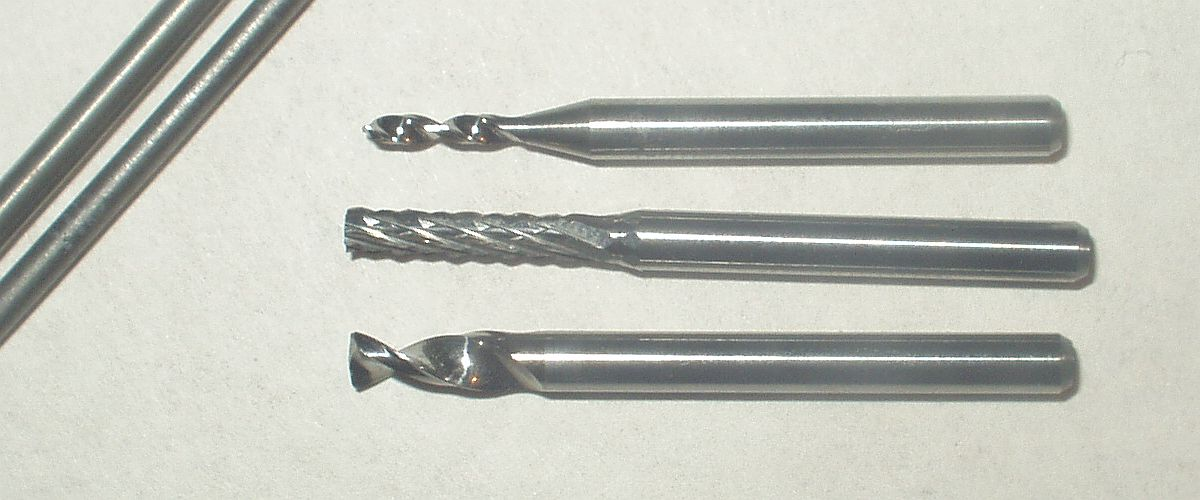
Drobné nástroje ze slinutého karbidu wolframu

Karbid wolframu (WC) je bezkyslíkatá keramická látka, vyznačující se vysokou tvrdostí. Skládá se z uhlíku a wolframu a ve strojírenství se často nazývá prostě karbid.

## Vlastnosti
Karbid wolframu má velmi vysokou hustotu 15,8 g/cm³, dobrou elektrickou vodivost a teplota tání je 2 870 °C. Tvrdost je 8,5–9 Mohsovy stupnice, srovnatelná s korundem. Vzniká jako šedý prášek, který lze lisovat a slinovat, případně s podílem kobaltu a niklu. Slinutý karbid je černošedý a dá se vyleštit do vysokého lesku. Dá se však brousit a leštit jen pomocí nejtvrdších materiálů, jako je karbid křemíku nebo diamant. Vedle karbidu se užívá také semikarbid wolframu (W2C).

## Výroba
Karbid wolframu se připravuje reakcí kovového wolframu s uhlíkem při teplotě 1400 °C až 2000 °C. Další metody využívají proces s nižší teplotou ve fluidním loži, kdy reaguje buď kovový wolfram nebo WO3 s plynnou směsí CO/CO2 a H2 při teplotách mezi 900 a 1200 °C.
WC lze také vyrobit reakcí jemně mleté směsi WO3 a grafitu při teplotách 900 °C až 1000 °C v atmosféře Ar nebo CO.
Byly zkoumány rovněž metody chemické depozice z plynné fáze:
- reakce chloridu wolframového s vodíkem (jako redukčním činidlem) a methanem (jako zdrojem uhlíku) při 670 °C (943 K)

WCl6 + H2 + CH4 → WC + 6 HCl
- reakce fluoridu wolframového s vodíkem (jako redukčním činidlem) a methanolem (jako zdrojem uhlíku) při 350 °C (623 K)

WF6 + 2 H2 + CH3OH → WC + 6 HF + H2O

## Užití
Karbid se užívá jako brusivo, ve slinuté formě na výrobu břitů a celých řezných nástrojů. Nástroje s karbidovým břitem vytvářejí lepší povrch, mohou pracovat při vyšších teplotách a dají se jimi obrábět i velmi tvrdé oceli. Větší řezné nástroje (vrtáky, soustružnické nože, frézy a podobně) se vyrábějí z oceli a karbidové destičky se na ně upevňují pájením. Nástroje a destičky ze slinutého karbidu wolframu uvedla na trh po roce 1920 německá firma Krupp pod obchodním názvem WiDia, který se u nás i dnes občas užívá („vidiák“).
Slinutý karbid wolframu se dále používá na hroty protipancéřových projektilů, na výrobu kuliček do psacích per a nově i na výrobu šperků, hlavně pánských snubních prstenů.